# Solomon Owusu
Solomon Owusu (Accra, 28 ottobre 1995) è un calciatore norvegese, centrocampista del Fredrikstad.

## Carriera
Owusu è cresciuto nelle giovanili del Romsås, per poi entrare a far parte di quelle del Frigg. In seguito, ha firmato per il Nordstrand e poi per il Follo. Ha esordito in 2. divisjon con quest'ultima squadra, quando ha sostituito Shadi Ali nel pareggio esterno per 1-1 arrivato sul campo dell'Oppsal. È rimasto in forza a questo club per due stagioni.
Nel 2018, Owusu si è trasferito al Raufoss, compagine all'epoca militante in 2. divisjon: ha debuttato con la nuova casacca il 14 aprile dello stesso anno, subentrando a Ryan Doghman nella vittoria per 4-0 arrivata sull'Elverum. Il 18 aprile successivo ha trovato le prime reti ufficiali della carriera, mettendo a segno una doppietta nel 6-0 inflitto allo Skjetten, nel primo turno del Norgesmesterskapet. Al termine della stagione 2018, il Raufoss ha centrato la promozione in 1. divisjon.
Owusu ha giocato quindi la prima partita in questa divisione in data 31 marzo 2019, quando è stato titolare nella vittoria in trasferta per 1-2 arrivata sul campo del Nest-Sotra. Il 14 agosto 2020 ha realizzato il primo gol in campionato per il Raufoss, nel pareggio casalingo per 1-1 contro il Jerv.
Il 19 gennaio 2021, l'Odd ha reso noto d'aver ingaggiato Owusu, col giocatore che ha firmato un contratto valido fino al 31 dicembre 2023. Ha esordito in Eliteserien il successivo 19 maggio, venendo schierato titolare nel 2-2 esterno sul campo dello Stabæk. Il 24 ottobre ha trovato il primo gol, nel 3-3 arrivato in casa contro il Brann.
Il 14 giugno 2022 ha prolungato il contratto che lo legava al club, fino al 31 luglio 2025. Scaduto questo accordo, il 1º agosto 2025 ha firmato un contratto valido fino alla fine della stagione con il Fredrikstad.

## Statistiche

### Presenze e reti nei club
Statistiche aggiornate al 1º agosto 2025.
| Stagione       | Club           | Campionato     | Campionato | Campionato | Coppe nazionali | Coppe nazionali | Coppe nazionali | Coppe continentali | Coppe continentali | Coppe continentali | Supercoppe | Supercoppe | Supercoppe | Totale | Totale |
| Stagione       | Club           | Comp           | Pres       | Reti       | Comp            | Pres            | Reti            | Comp               | Pres               | Reti               | Comp       | Pres       | Reti       | Pres   | Reti   |
| -------------- | -------------- | -------------- | ---------- | ---------- | --------------- | --------------- | --------------- | ------------------ | ------------------ | ------------------ | ---------- | ---------- | ---------- | ------ | ------ |
| 2015           | Nordstrand     | 3D             | 0          | 0          | CN              | 0               | 0               | -                  | -                  | -                  | -          | -          | -          | 0      | 0      |
| 2016           | Follo          | 2D             | 4          | 0          | CN              | 0               | 0               | -                  | -                  | -                  | -          | -          | -          | 4      | 0      |
| 2017           | Follo          | 2D             | 16         | 0          | CN              | 0               | 0               | -                  | -                  | -                  | -          | -          | -          | 16     | 0      |
| Totale Follo   | Totale Follo   | Totale Follo   | 20         | 0          |                 | 0               | 0               |                    | -                  | -                  |            | -          | -          | 20     | 0      |
| 2018           | Raufoss        | 2D             | 22         | 0          | CN              | 2               | 2               | -                  | -                  | -                  | -          | -          | -          | 24     | 2      |
| 2019           | Raufoss        | 1D             | 28         | 0          | CN              | 2               | 0               | -                  | -                  | -                  | -          | -          | -          | 30     | 0      |
| 2020           | Raufoss        | 1D             | 25+1       | 1+0        | -               | -               | -               | -                  | -                  | -                  | -          | -          | -          | 26     | 1      |
| Totale Raufoss | Totale Raufoss | Totale Raufoss | 75+1       | 1+0        |                 | 4               | 2               |                    | -                  | -                  |            | -          | -          | 80     | 3      |
| 2021           | Odd            | ES             | 18         | 1          | CN              | 4               | 0               | -                  | -                  | -                  | -          | -          | -          | 22     | 1      |
| 2022           | Odd            | ES             | 30         | 1          | CN              | 4               | 1               | -                  | -                  | -                  | -          | -          | -          | 34     | 2      |
| 2023           | Odd            | ES             | 27         | 1          | CN              | 3               | 1               | -                  | -                  | -                  | -          | -          | -          | 30     | 2      |
| 2024           | Odd            | ES             | 19         | 0          | CN              | 2               | 0               | -                  | -                  | -                  | -          | -          | -          | 21     | 0      |
| gen.-ago. 2025 | Odd            | 1D             | 13         | 1          | CN              | 1               | 0               | -                  | -                  | -                  | -          | -          | -          | 14     | 1      |
| Totale Odd     | Totale Odd     | Totale Odd     | 107        | 4          |                 | 14              | 2               |                    | -                  | -                  |            | -          | -          | 121    | 6      |
| ago.-dic. 2025 | Fredrikstad    | ES             | 0          | 0          | CN              | -               | -               | UEL                | 0                  | 0                  | -          | -          | -          | 0      | 0      |
| Totale         | Totale         | Totale         | 202+1      | 5+0        |                 | 18              | 4               |                    | -                  | -                  |            | -          | -          | 221    | 9      |

## Palmarès

### Club

#### Competizioni nazionali
- 2. divisjon: 1

Raufoss: 2018 (gruppo 1)